# Jan Hyttring
Jan Evert Hyttring, född 27 april 1942 i Väse församling i Värmlands län, död 4 januari 2020 i Nykyrka distrikt i Jönköpings län, var en svensk politiker (centerpartist). Han var ordinarie riksdagsledamot 1983–1991, invald för Värmlands läns valkrets.
Hyttring utsågs till ny ordinarie riksdagsledamot från och med 20 maj 1983 sedan Karl-Eric Norrby avlidit.